# Собственное ускорение
Собственное ускорение в теории относительности — физическое ускорение (то есть измеримое ускорение, например помощью акселерометра), испытываемое объектом. Таким образом, это ускорение относительно свободного падения или инерциального наблюдателя, который на мгновение находится в состоянии покоя относительно измеряемого объекта. Гравитация не вызывает собственного ускорения, так как гравитация воздействует на инерциального наблюдателя таким образом, что собственное ускорение не фиксируется. Следствием является то, что все инерционные наблюдатели всегда имеют нулевое собственное ускорение.
Собственное ускорение контрастирует с координатным ускорением, которое зависит от выбора системы координат и, следовательно, от выбора наблюдателя.
В стандартных инерциальных координатах специальной теории относительности для однонаправленного движения собственным ускорением является скорость изменения собственной скорости относительно координатного времени.
В инерциальной системе, в которой объект мгновенно находится в состоянии покоя, собственный 3-вектор ускорения, объединённый с нулевой временной компонентой, дает 4-ускорение объекта, что делает величину собственного ускорения лоренц-инвариантной. Таким образом, концепция полезна в следующих случаях: (i) с ускоренными системами координат, (ii) на релятивистских скоростях и (iii) в искривленном пространстве-времени.
В ускоряющей ракете после запуска или даже в ракете, стоящей на старте, собственное ускорение — это ускорение, ощущаемое обитателями, и которое описывается как перегрузка (что не является силой, а является именно ускорением, см. эту статью для более подробного обсуждения собственного ускорения), производимая только транспортными средствами. «Ускорение гравитации» («сила тяжести») никогда не делает вклад в собственное ускорение ни при каких обстоятельствах, а значит собственное ускорение, наблюдаемое наблюдателями, стоящими на земле, обусловлено механической силой из земли, а не из-за «силы» или «ускорения» силы тяжести. Если убрать землю и позволить наблюдателю свободно падать, наблюдатель испытает координатное ускорение, но не будет собственного ускорения и, следовательно, не будет перегрузки. Обычно объекты в таком падении или вообще при любом баллистическом пути (также называемом инерциальным движением), в том числе объекты на орбите, не испытывают собственного ускорения (пренебрегая небольшими приливными ускорениями для инерциальных путей в гравитационных полях). Это состояние также известно как «невесомость» («ноль-g») или «свободное падение».
Собственное ускорение сводится к координатному в инерциальной системе координат в плоском пространстве-времени (то есть при отсутствии силы тяжести), при условии, что величина собственной скорости объекта (импульс на единицу массы) намного меньше скорость света c. Только в таких ситуациях координатное ускорение полностью ощущается как перегрузка (то есть собственное ускорение, также определяемое как создающее измеримый вес).
В ситуациях, когда гравитация отсутствует, но выбранная система координат не является инерциальной, а ускоряется с наблюдателем (например, ускоренной системой отсчета ускоряющей ракеты или рамкой, закрепленной на объектах в центрифуге), то перегрузки и соответствующие собственные ускорения, наблюдаемые наблюдателями в этих системах координат, вызваны механическими силами, которые сопротивляются их весам в таких системах. Этот вес, в свою очередь, создается силами инерции, которые появляются во всех таких ускоренных системах координат, подобно весу, создаваемому «силой гравитации» для объектов, зафиксированных в пространстве относительно гравитирующего тела (как на поверхности Земли).
Суммарная (механическая) сила, которая рассчитывается, чтобы вызвать собственное ускорение покоящейся массы в системе координат, которая имеет собственное ускорение, по закону Ньютона F = m a, называется собственной силой. Как видно выше, собственная сила равна силе противодействия, которая измеряется как «рабочий вес» объекта (то есть его вес, измеренный устройством, подобным пружинным весам, в вакууме, в системе координат объекта). Таким образом, собственная сила объекта всегда численно равна и противоположна по направлению измеренному весу.

## Примеры
При удержании на карусели, которая вращается с постоянной угловой скоростью, вы испытываете радиальное внутреннее (центростремительное) собственное ускорение из-за взаимодействия между рукояткой и рукой. Это отменяет радиально внешнее геометрическое ускорение, связанное с вращающейся системой отсчета. Это внешнее ускорение (с точки зрения вращающейся системы отсчета) станет координатным ускорением, когда вы отпустите руки, что приведет к полету по геодезической с нулевым собственным ускорением. Разумеется в этот момент неускоренные наблюдатели в своей системе отсчета просто видят, как исчезают ваши равные собственные и координатные ускорения.
| Анимация: отпускание рук на карусели |
| --- |
| С точки зрения покоящейся системы отсчета, опасна тангенциальная скорость. С точки зрения вращающейся системы отсчета опасность может исходить от геометрического ускорения. Примечание: В некоторых браузерах вы можете нажать [Esc], чтобы остановить движение для более детального изучения. Однако вам может потребоваться перезагрузить страницу для повторного старта анимации. |
Точно так же, стоя на невращающейся планете (и на земле), мы испытываем собственное ускорение вверх из-за нормальной (перпендикулярной поверхности) силы, создаваемой землей на подошву нашей обуви. Она нейтрализует геометрическое ускорение в нижнем направлении из-за выбора системы координат (так называемая система отсчета поверхности (англ. shell frame)). Это ускорение вниз становится координатным, если мы случайно шагнем с обрыва в траекторию нулевого собственного ускорения (геодезическая или система отсчета дождя).
| Анимация: мяч, который скатывается со скалы |
| --- |
| Примечание: Система отсчета дождя, в отличие от капли дождя, больше похожа на прыжок на батуте, траектория которого заканчивается сразу, как мяч достигает края скалы. Система отсчета поверхности знакома жителям планеты, которые полагаются на физическое ускорение вверх от своей среды, защищающее их от геометрического ускорения искривленного пространства-времени. Неудивительно, что вначале микрогравитационная среда может их напугать. |
Обратите внимание, что геометрическое ускорения (из-за члена аффинной связности в системе координат ковариантная производной) действуют на каждый грамм нашего существа, в то время как собственные ускорения обычно вызваны внешней силой. Вводные курсы физики часто рассматривают гравитационное ускорение вниз (геометрическое) как следствие гравитационной силы. Это, наряду со старательным уклонением от неускоренных систем отсчета, позволяет им рассматривать координатное и собственное ускорения как к одну и ту же сущность.
Даже тогда, когда объект поддерживает постоянное собственное ускорение в течение длительного периода времени в плоском пространстве-времени, покоящиеся наблюдатели будут видеть, что координатное ускорение объекта уменьшается, по мере того как его координатная скорость приближается к скорости света. Тем не менее темп роста собственной скорости движения объекта остается постоянным.
| Анимация: быстрый подъём и спуск |
| --- |
| Здесь наш объект сначала ускоряется вверх в течение периода времени 2*c/α по часам путешественника, где c — скорость света, а α — (красная) величина собственного ускорения. Этот первый этап занимает около 2 лет, если величина ускорения составляет около 1g. Затем он ускоряется вниз (сначала замедляется, а затем ускоряется) в течение удвоенного периода, а затем замедляется 2*c/α, чтобы вернуться на исходную высоту. Обратите внимание, что координатное ускорение (зеленое) является заметным только во время низкоскоростных отрезков этого путешествия. |
Таким образом, различие между собственным и координатным ускорением позволяет отслеживать опыт ускоренных путешественников с различных не ньютоновских перспектив. Эти перспективы включают в себя такие случаи как ускоренные системы координат (например, карусели), высокие скорости (когда собственные и координатные времена отличаются) и искривленное пространства-время (например, связанного с гравитацией на Земле).

## Классические приложения
На низких скоростях в инерциальных систем координат Ньютоновской физики собственное ускорение равно координатному ускорению a=d2x/dt2. Однако, как было сказано выше, оно отличается от координатного ускорения, если вы выбираете (против совета Ньютона) описание мира с точки зрения ускоренной системы координат, например, ускоренного автомобиля, или камня, вращающегося в рогатке. Если вы согласитесь, что гравитация вызвана кривизной пространства-времени (см. ниже), в гравитационном поле собственное ускорение отличается от координатного.
Например, объект, подвергшийся физическому или собственному ускорению ao, будет наблюдаться наблюдателями в системе координат, подвергающейся постоянному ускорению aframe с координатным ускорением:
{\displaystyle {\vec {a}}_{acc}={\vec {a}}_{o}-{\vec {a}}_{frame}}.
Таким образом, если объект ускоряется с системой отсчета, наблюдатели, закрепленные в этой системе отсчета, вообще не будут видеть никакого ускорения.
| Анимация: поездка от блока к блоку |
| --- |
| На этой иллюстрации автомобиль разгоняется после знака остановки до середины блока, после чего водитель сразу же отпускает газ и нажимает на тормоз, чтобы сделать следующую остановку. |
Аналогично объект, подвергающийся физическому или собственному ускорению ao, будет наблюдаться наблюдателями в системе, вращающейся с угловой скоростью ω, как имеющий координатное ускорение:
{\displaystyle {\vec {a}}_{rot}={\vec {a}}_{o}-{\vec {\omega }}\times ({\vec {\omega }}\times {\vec {r}})-2{\vec {\omega }}\times {\vec {v}}_{rot}-{\frac {d{\vec {\omega }}}{dt}}\times {\vec {r}}}.
В приведенном выше уравнении в правой части есть три геометрических члена ускорения. Первый — «центробежное ускорение», зависит только от радиального положения «r», а не от скорости нашего объекта, второй — «ускорение Кориолиса», зависит только от скорости объекта во вращающейся системе отсчета vrot, но не от его положения, а третий член — «ускорение Эйлера», зависит только от положения и скорости изменения угловой скорости системы отсчета.
| Ньютоновский пример: рогатка с постоянной скоростью |
| --- |
| Силы на камне включают внутреннюю центростремительную (красную) силу, наблюдаемую в обеих системах отсчета, а также геометрическую (синюю) силу, наблюдаемую во вращающейся системе отсчета. Перед тем как камень отпускают, синяя геометрическая сила является чисто центробежной (направленной радиально наружу), а после отпускания геометрическая сила представляет собой сумму центробежных и кориолисовых компонент. Обратите внимание, что после выпуска во вращающейся системе отсчета центробежная компонента (голубая) всегда радиальная, а компонента Кориолиса (зеленая) всегда перпендикуляр к скорости вращающейся системы отсчета. Также видно, что в обоих системах сила в точке крепления веревки (пурпурная), вызванная третьим законом Ньютона, противодействует центростремительной силе на камне. Перед запуском камня Следующие альтернативные анализы движения до отпускания камня рассматривают только силы, действующих в радиальном направлении. Оба анализа предсказывают натяжение веревки T=mv2/r. Например, если радиус лямки равен r=1 метр, скорость камня в покоящейся системе отсчета равна v=25 метров в секунду, а масса камня m=0,2 кг, то напряжение веревки будет 125 ньютонов. - События в покоящейся системе координат перед запуском {\displaystyle -T_{centripetal}=\Sigma F_{radial}=ma_{radial}=-m{\frac {v^{2}}{r}}.} Здесь видно, что камень все время имеет ускорение во внутрь, чтобы перемещаться по круговой траектории радиуса r. Радиальное ускорение в радиальном направлении aradial=v2/r вызвано одной «несбалансированной» центростремительной силой T. Тот факт, что сила растяжения несбалансирован, означает, что в этой системе отсчета центробежная (радиально-наружная) сила на камне равна нулю. - События во вращающейся системе отсчета перед запуском {\displaystyle m{\frac {v^{2}}{r}}-T_{centripetal}=\Sigma F_{rot}=ma_{rot}=0.} С точки зрения вращающейся системы можно сказать, что камень испытывает сбалансированную внутреннюю центростремительную (T) и центробежную (mv2/r) силу, что приводит к отсутствию каких-либо ускорений с точки зрения этой системы отсчета. В отличие от центростремительной силы, зависящая от системы отсчета, центробежная сила воздействует на каждый кусочек вращающегося камня, так же как гравитация действует на каждый наш грамм. Кроме того, величина центробежной силы пропорциональна массе камня, поэтому ускорение будет независимым от массы. После запуска камня После того, как камень высвобождается, в вращающейся системе как центростремительные, так и кориолисовые силы действуют нелокализованно на все части камня с ускорениями, которые не зависят от массы камня. Для сравнения в покоящейся системе после высвобождения вообще никаких сил на камень не действует. |
В каждом из этих случаев физическое или собственное ускорение отличается от координатного ускорения, поскольку на последнее может влиять наш выбор системы координат, а также физические силы, действующие на объект. Те компоненты координатного ускорения, которые не вызваны физическими силами (например, прямой контакт или электростатическое притяжение), часто приписываются (как в приведенном выше примере Ньютона) силам, которые: (i) действуют на каждый грамм объекта, (ii) вызывают массово-независимые ускорения и (iii) не существуют со всех точек зрения. Такие геометрические (или несобственные) силы включают в себя силы Кориолиса, силы Эйлера, перегрузку, центробежные силы и (как мы увидим ниже) силу тяжести.

## Рассмотрение в плоском пространстве-времени
Отношение собственного ускорения к координатному в 1+1-мерном срезе плоского пространства-времени вытекает из уравнения метрики плоского пространства-времени Минковского (cdτ)2 = (cdt)2 — (dx)2. Здесь единая система отсчёта из линеек и синхронизированных часов определяет координатное положение x и координатное время t соответственно, часы движущегося объекта определяют собственное время τ, а «d» перед координатой означает бесконечно малое изменение. Эти отношения позволяют решать различные задачи «инжиниринга любых скоростей», хотя и только с точки зрения расширенной системы отсчёта наблюдателя, в которой определяется одновременность.

### Ускорение в (1+1)D
В однонаправленном случае, когда ускорение объекта является параллельным или антипараллельным его скорости в 1+1-мерном срезе плоского пространства-времени наблюдателя, собственное ускорение α и координатное ускорение a связаны через лоренц-фактор γ как α = γ3a. Следовательно, изменение собственной скорости w = dx/dτ является интегралом от собственного ускорения по координатному времени покоящейся системы отсчёта t, то есть Δw = αΔt для постоянного α. На низких скоростях это сводится к хорошо известному уравнению, связывающему координатную скорость и координатное ускорение, умноженное на координатное время, то есть Δv = aΔt.
При произвольных скоростях для постоянного однонаправленного собственного ускорения существуют аналогичные соотношения между быстротой η и прошедшим собственным временем Δτ, а также между лоренц-фактором γ и пройденным расстоянием Δx, а именно:
{\displaystyle \alpha ={\frac {\Delta w}{\Delta t}}=c{\frac {\Delta \eta }{\Delta \tau }}=c^{2}{\frac {\Delta \gamma }{\Delta x}},}
где различные параметры скорости связаны соотношением
{\displaystyle \eta =\operatorname {Arsh} \left({\frac {w}{c}}\right)=\operatorname {Arth} \left({\frac {v}{c}}\right)=\pm \operatorname {Arch} \gamma .}
Эти уравнения описывают некоторые последствия ускоренного движения с большой скоростью. Например, рассмотрим космический корабль, который может двигаться так, что его пассажиры ощущают ускорение в 1 g (10 м/с2 или около 1,0 светового года в год в квадрате); он проходит полпути к месту назначения, ускоряясь, а затем тормозится с тем же ускорением оставшуюся половину пути, чтобы обеспечить для пассажиров земную искусственную гравитацию на всём пути от точки A до точки B. Для расстояния в системе покоя ΔxAB первое уравнение из приведённых выше даёт лоренц-фактор на середине пути (т.е. максимальное значение лоренц-фактора) γмакс = 1 + α(ΔxAB/2)/c2. Следовательно, время путешествия туда и обратно по часам корабля будет Δτ = 4(c/α) Arch γмакс, а время путешествия, измеренное часами в системе покоя, будет Δt = 4(c/α) sh (Arch γмакс).
Этот воображаемый космический корабль мог бы совершить путешествие туда и обратно от Земли к Проксиме Центавра примерно за 7,1 года по часам путешественников (около 12 лет по земным часам), к чёрной дыре в центре нашей Галактики (Стрелец A*) примерно за 40 лет (около 54 тыс. лет по земным часам), в Галактику Андромеды примерно за 57 лет (более 5 миллионов лет по земным часам). На практике ускорение в 1 g в течение многих лет недостижимо, о чём свидетельствует рисунок справа, показывающий отношение максимальной полезной нагрузки к стартовой массе.
| Анимация: путешествие к звезде на расстояние 6,9 светового года и обратно. |
| --- |
| С каждой точки зрения год проходит за две секунды анимации (100/17,4 кадра). После каждого цикла пилоты на этом челночном рейсе постареют в два раза меньше, чем их коллеги, оставшиеся на Земле. Это проявление замедления времени. Другие различия включают изменения расстояния между движущимися звездами, которые видны в (ускоренной) системе отсчёта путешественников. Это проявление лоренцева сокращения. Координатное ускорение (зелёная стрелка), наблюдаемое в системе отсчёта Земли, является значительным только в течение года после каждого запуска и за год до прибытия (так как в середине пути скорость близка к скорости света и мало изменяется). При этом собственное ускорение (красная стрелка), ощущаемое путешественниками, значительно и постоянно по модулю в течение всего рейса. Также показана трассировка светового сигнала, инициированного из каждой точки запуска, но через 0,886 года (в системе отсчёта Земли) после запуска. Этот импульс достигает путешественников в средней точке пути, чтобы напомнить им о начале торможения. В системе отсчёта Земли Проксима Центавра видит отправленный с Земли импульс (жёлтая окружность) до того, как его увидит звезда назначения, но в системе путешественника верно обратное: импульс сперва достигает звезды назначения, а затем Проксимы. Это проявление относительности одновременности. Тем не менее оба наблюдателя сходятся во мнении о последовательности событий на любой времениподобной мировой линии. |